# Кухина Нуи
Кухина Нуи је била моћна канцеларија у Краљевини Хаваја од 1819. до 1864. године. Обично га је држао краљев рођак и био је груби еквивалент европском кабинету премијера или понекад регента из времена 19. века. 

## Порекло канцеларије
Пре него што је Камехамеха I основао канцеларију Кухина Нуи, постојала је позиција која се звала Калаимоку („калаи“ значи „урезати“, а „моку“ је острво). Ово је била стара канцеларија с почетка хавајске цивилизације. У времену пре Кухина Нуи периода, Каланимоку је био поуздани поглавица Камехамехе, све док Камехамеха I није основао канцеларију Кухина Нуи. Када је краљ Камехамеха II ступио на престо 1819. године, омиљена супруга његовог оца, краљица Каахуману, рекла му је да би жељела да она влада краљевством поред њега. Да ли је ово заиста била воља Камехамехе I, спорно је. У оба случаја, Камехамеха II није имао приговора за канцеларију Кухина Нуи и дао је на управљање краљици Каахуману. Према другим изворима, Камехамеха I желео је да Каахуману наследи њеног оца Кеаумоку Папаиахи на месту саветника.
Каахуману је постала покретачка снага политике краљевства током владавине Камехамеха II. Она и најузвишенија жена Камехамеха I, Кеопуолани су извршили притисак на Камехамеха II да укине древни Капу систем закона и религије. 

## Сукоб између Кухина Нуи и краља
Када је Камехамеха II умро 1824. године, његов млађи брат и наследник Кивалао Кауикеаоула био је још дете. Из тог разлога, Каахуману је владала као регент уместо њега. После њене смрти 1832. године, краљица по имену Кинау, ћерка Камехамеха I краљица удовица Камехамеха II, преузела је функцију Кухина Нуи као Каахуману II и владавина све док се њен полубрат Кауикеаоула није проглашен пунолетним 1833, након чега је Кауикеаоула постао крунисани краљ Камехамеха III тад је канцеларија Кухина Нуи постала друга најмоћнија канцеларија у краљевини.
Током Кинау мандата, канцеларије краља и Кухина Нуи често су се бориле за власт. То је углавном било због сукоба између ставова двоје људи на функцији. Док је Камехамеха III желео оживљавање древне хавајске традиције, његова старија сестра Кинауу желела је да Хаваји буду протестантска држава која неће толерисати ниједну другу религију. Током раних година владавине Камехамеха III, краљевство је патило од честих спорова између Кинау и краља.

## Устав из 1840
Уставом Краљевине Хаваја из 1840. године канцеларија Кухина Нуи кодификована је у закон. Устав дефинише следеће дужности и овлашћења:
- Кухина Нуи треба да именује краљ.
- Све послове везане за посебне интересе краљевине које је краљ желео да обавља треба да обавља Кухина Нуи под краљевом влашћу.
- Сви краљевски документи и пословни послови које је обављала Кухина Нуи требало је сматрати извршенима по краљевој власти.
- Сва државна добра треба пријавити Кухина Нуи.
- Краљу није било дозвољено да делује без знања Кухина Нуи, нити Кухина Нуи сме да делује без знања краља.
- Сви важни послови краљевине које је краљ желео лично да обављају могли су да се обављају само уз сагласност Кухина Нуи.

Устав из 1840. створио је поделу моћи између краља и Кухина Нуи. Обоје су добили места у племићком дому у законодавном телу, а обоје су имали и места у правосуђу краљевине. 
Позиције су записане у уставу који су израдили амерички правници и мисионари. У Сједињеним Државама, жене нису имале политичку функцију, ускраћено им је право гласа, а у неким државама нису могле ни да контролишу своју наследну имовину. Међутим, Американци Вилијам Ричардс, Џон Рикорд и нашли су за сходно да ојачају моћ и ауторитет Кухина Нуи, као еквивалент краљеве снаге, иако је била традиционална женска канцеларија. 

## Устав из 1852. године
Устав Краљевине Хаваја из 1852. посветио је читав одељак (одељак 2) канцеларији Кухина Нуи. Уред је описан у члановима закона 43 до 48: 
- Кухина Нуи је добио титулу „Кухина Нуи са Хавајских острва“ и назив „Височанство“.
- Било који посао везан за посебне интересе краљевине који је краљ желео да обавља треба да обавља Кухина Нуи под ауторитетом краљеве власти.
- Сви документи и послови краљевства које обавља Кухина Нуи треба сматрати извршенима ауторитетом краљеве власти.
- Сви важни послови краљевине које би краљ жело лично да обавља могу се обављати само уз сагласност Кухина Нуи.
- Кухина Нуи треба да делује као регент у краљевом одсуству или ако је краљ премлад да би владао сам. Ако би круна постала слободна, Кухина Нуи би деловао као монарх док не буде изабран нови краљ.

## Крај канцеларије
Шема система поделе моћи који је увео Камехамеха III 1852. године функционисао и опстао током остатка владавине Камехамеха III и током владавине Камехамеха IV. Камехамеха IV и његов брат су презирали положај, али Камехамеха IV улогу је поверио својој сестри Виктори Камамалу. Најчешће је потписивала и одобравала папире само на захтев своје браће. Међутим, када је Камехамеха V ступио на престо 1863. године, нови краљ је јасно ставио до знања да више воли аутократскију монархију од уставне монархије успостављене 1852. године. 1864. године краљ је издао нови устав који је био много мање либералан од устава из 1852. Устав Краљевине Хаваја из 1864. године укинуо је Кухина Нуи и ефективно спојио овласти у своју властиту канцеларију краља. Канцеларија после тога никада није оживљена, а Хавајска монархија је трајала само око три деценије пре него што је срушена. Престанак функције није уништио прилику да жене воде краљевство. Током владавине краља Калакуа, за Валтера М. Гибсона створена је канцеларија премијера.